# The Sound Of Your Heart
The Sound Of Your Heart (hangul: 마음의 소리; rr: Maeumui Sori) é uma série de televisão sul-coreana, estrelando Lee Kwang-soo e Jung So-min. A sitcom é baseada no webtoon de mesmo nome, do quadrinista Jo Seok. Os episódios tem no máximo 30 minutos, com um humor inteligente e envolvente e classificação livre para todas as idades.  A série também está disponível na Netflix. Em 2018, a Netflix produziu uma sequência, chamada The Sound of Your Heart: Reboot.

## Enredo
A história conta sobre o cotidiano de Jo Seok (Lee Kwang-soo), a relação com sua família, e como foi sua trajetória para alcançar a fama de quadrinista de webtoon, sem uma ordem cronológica certa. Além do protagonista, temos seu pai, Jo Chul-wang (Kim Byeong-ok), que tem um restaurante de frango frito, sempre fechado às 18h, e não entende porque o negócio não é bem sucedido; e sua mãe, Kwon Jung-kwon (Kim Mi-kyung), uma dona de casa que valoriza quem ganha dinheiro. Há também o seu par romântico, Choi Ae-bong (Jung So-min) e o irmão mais velho do artista, Jo Joon (Kim Dae-myung), recém empregado em uma companhia.

## Elenco

### Elenco principal
- Lee Kwang-soo como Jo Seok[4][5]

Jo Seok é um artista aspirante de webtoon, de 28 anos, que ainda mora com os pais e tenta ter sucesso com suas histórias e desenhos.
- Kim Dae-myung como Jo Joon[5]

Jo Joon é irmão mais velho de Jo Seok e, por ser assalariado, é o favorito da mãe.
- Kim Byeong-ok como Jo Chul-wang[5]

Jo Chul-wang, pai de Jo Seok, é dono de uma loja de frango, que pelo fato de não ter clientes, sempre fecha às 18 horas, obrigando-o a ter outros trabalhos paralelos, inclusive de figurante em filmes ou dramas, o que lhe rende algumas situações bem engraçadas.
- Kim Mi-kyung como Kwon Jung-kwon[5]

Kwon Jung-kwon é a mãe de Jo Seok. Ela é durona e põe ordem às bagunças da família.
- Jung So-min como Choi Ae-bong[5][7]

Choi Ae-bong é a namorada de Jo Suk e a inspiração para que ele continue com sua carreira de quadrinista.

### Aparições especiais
- Jo Seok como Jo[8]
- Song Joong-ki como um quadrinista de webtoon famoso[9]
- Kim Jong-kook como os primos gêmeos de Jo Seok[10][11]

## Produção
A primeira leitura do roteiro ocorreu em 24 de março de 2016 na KBS Annex Broadcasting Station em Yeouido, Coreia do Sul. A filmagem durou 52 dias, começando em março e terminando em maio do mesmo ano. A série foi exibida pela primeira vez na Naver TV Cast em 7 de novembro de 2016. Em dezembro de 2016, a série foi exibida no canal de televisão KBS.

## Recepção
Em 2016, a websérie atingiu 100 milhões de visualizações no canal de televisão chinesa Sohu TV e ficou na primeira posição na categoria dramas coreanos. Neste mesmo ano, teve mais de 30 milhões de visualizações na Coreia do Sul, pelo Naver TV Cast, tornando-se a websérie mais assistida da Coreia do Sul de todos os tempos.
| Episódio | Data de transmissão    | Audiência média | Audiência média | Audiência média | Audiência média |
| Episódio | Data de transmissão    | TNmS            | TNmS            | AGB Nielsen     | AGB Nielsen     |
| Episódio | Data de transmissão    | Em todo o país  | Seul            | Em todo o país  | Seul            |
| -------- | ---------------------- | --------------- | --------------- | --------------- | --------------- |
| 1        | 9 de dezembro de 2016  | 4.9%            | 5.4%            | 5.7%            | 6.2%            |
| 2        | 16 de dezembro de 2016 | 3.9%            | 4.7%            | 3.4%            | 4.2%            |
| 3        | 23 de dezembro de 2016 | 3.9%            | 4.4%            | 4.2%            | 4.7%            |
| 4        | 30 de dezembro de 2016 | 4.4%            | 5.0%            | 4.3%            | 4.9%            |
| 5        | 1 de janeiro de 2017   | 4.2%            | 4.4%            | 4.7%            | 4.9%            |
| Average  | Average                | 4.3%            | 4.8%            | 4.5%            | 5.0%            |

## Prêmios
| Ano  | Prêmio                       | Categoria           | Indicados                   | Resultado | Referência |
| ---- | ---------------------------- | ------------------- | --------------------------- | --------- | ---------- |
| 2016 | 15º Prêmio KBS Entertainment | Hot Issue Programme | The Sound of Your Heart     | Venceu    | [ 18 ]     |
| 2016 | 15º Prêmio KBS Entertainment | Melhor Casal        | Lee Kwang-soo e Jung So-min | Venceu    | [ 18 ]     |